# Artischockenkriege
Als Artischockenkriege (englisch artichoke wars) wird eine Auseinandersetzung zwischen Clans der Mafia und den Anbauern wie Händlern von Artischocken in den 1930ern in den USA bezeichnet. Die Mafia erlangte dabei mittels Gewalt und Einschüchterungen ein Monopol für den inneramerikanischen Großhandel mit Artischocken, die sie billig in den Anbaugebieten Kaliforniens aufkaufte, um sie an der Ostküste überteuert zu verkaufen. 1935 gipfelte die Auseinandersetzung im kurzzeitigen Verbot des Artischockenverkaufs in New York City. Das Verbot wurde durch den New Yorker Bürgermeister La Guardia ausgesprochen, der die Artischockenkriege in Zusammenarbeit mit dem FBI dazu nutzte, sein Vorgehen gegen das organisierte Verbrechen zu popularisieren.

## Geschichte
Der kommerzielle Artischocken-Anbau in den USA begann Ende des 19. Jahrhunderts an der Westküste, wohin italienischstämmige Bauern das anspruchsvolle Gemüse aus ihrer Heimat gebracht hatten. 1906 wurden in Kalifornien auf etwa 800 Hektar Artischocken angebaut. 1930 stammten 95 Prozent der gesamten amerikanischen Artischocken-Ernte aus der Umgebung des kalifornischen Küstenstädtchens Half Moon Bay im San Mateo County, wo der nährstoffreiche Schwarzerdeboden und das milde Meeresklima den Anbau begünstigten.
Kalifornische Artischocken wurden fast von Beginn des Anbaus an auch über längere Entfernungen gehandelt. 1904 wurden die ersten Artischocken an die Ostküste geliefert, wo sie an die italienischstämmigen Einwanderer in New York, Connecticut und New Jersey verkauft wurden. 1917 gründeten die Artischockenfarmer von Half Moon Bay den Verband Half Moon Bay Artichoke Association, um den Vertrieb gemeinsam zu organisieren. Manager des Verbands wurde John L. Debenedetti, der persönlich den Kontakt zu New Yorker Großhändlern hielt. Der Preisunterschied zwischen West- und Ostküste war beträchtlich, eine große Artischocke kostete auf dem Marktplatz in San Francisco nur einen Nickel (5 Cent, heutiger Wert nach Inflation 1,06 USD), während der Preis in den italienischen Einwanderervierteln der Ostküste bei einem Dollar lag, heutiger Wert nach Inflation 21,14 USD.

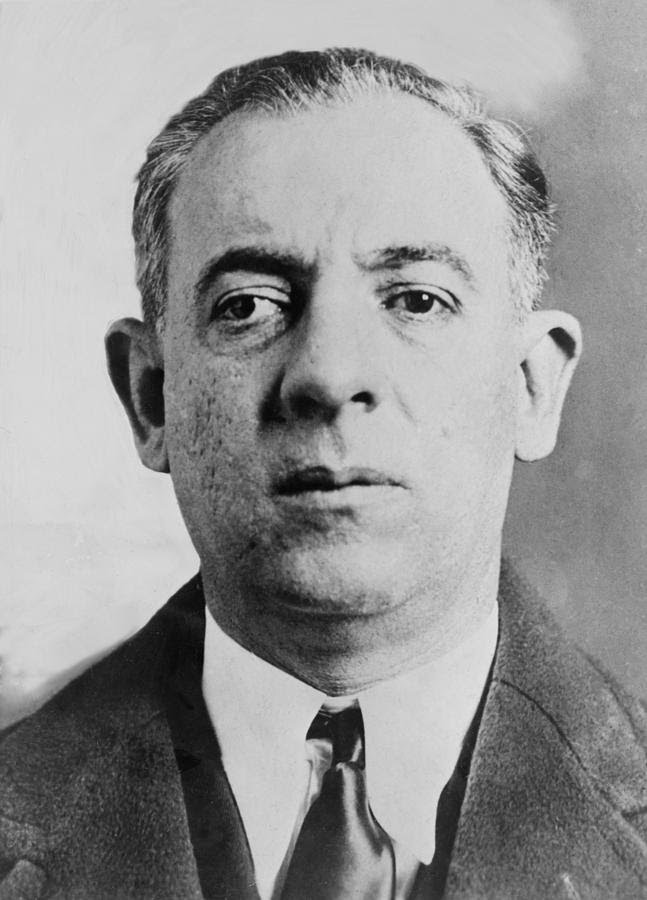
Ciro Terranova, der Artischockenkönig (1930)

Diese Profitspanne erregte die Aufmerksamkeit von Ciro Terranova, einem Mitglied des später als „Genovese-Familie“ bezeichneten Mafia-Clans. Terranova besaß einschlägige Erfahrungen, zeitgenössische Zeitungen bezeichneten ihn als „food rackets emperor“, also als Kaiser der Lebensmittel-Mafia (Racketeering). Terranova spezialisierte sich dabei auf seltene und teure Gemüsesorten. In den 1920er Jahren gelang ihm und seinen Männern das Cornering des Marktes für Artischocken in New York, also die Kontrolle über den ganz überwiegenden Teil der importierten Ware. Dadurch konnte er den Preis bestimmen beziehungsweise Einzel- und Markthändler zum Zahlen von Abgaben zwingen. Erleichtert wurde dies durch die geringe Anzahl der Märkte in den von italienischen Einwanderern dominierten Vierteln.
1929 wurde Terranova als Artischockenkönig (Artichoke King) bezeichnet und war die zentrale Figur der Artischockenkriege auf Seiten der Mafia. Terranova heuerte Schläger an und zwang so die Artischocken-Importeure an der Ostküste, ihre Ware ausschließlich von seinen Firmen zu kaufen. Ein New Yorker Gemüsehändler weigerte sich, mit Terranova zusammenzuarbeiten. Prompt wurden vier seiner Fahrer brutal zusammengeschlagen und entführt. Nachdem die Mafia so die Kontrolle über die Einfuhr erlangt hatte, verdoppelte sie umgehend den Endverbraucherpreis in New York und Philadelphia. Allein aus dem Artischocken-Monopol soll Terranova nach zeitgenössischen Behördenschätzungen jährlich eine halbe Million Dollar Profit gezogen haben, heute wären das 9.900.000 USD.
Nach der Kontrolle des Imports an der Ostküste breitete sich die Mafia nun bis zu den Anbaugebieten an der Küste von San Mateo aus. Dort zwang man die Artischockenfarmer dazu, nur noch an die von der Mafia beherrschten Großhändler zu verkaufen, und das zu schlechten Preisen. Nachdem sich 1930 einige kalifornische Farmer verweigert hatten, zerstörten Schläger der Mafia ihre kostbaren Pflanzen mit Macheten, stahlen fertigverpackte Ware und richteten großen Schaden an. Auf dem Coastal Highway entführten maskierte Männer mit Schusswaffen Lastwagen, die Artischocken für die Nicht-Mafia-Konkurrenz transportierten. Entlang der Straßen zu den Artischockenfarmen postierte der Sheriff von San Mateo County mit Schrotflinten bewaffnete Wachen. Dennoch gab es jede Nacht Gewalt und Schäden. Auch während des Transportes quer über den Kontinent gab es Angriffe, Banden brachen Güterwagen auf und stahlen die Ware. Die Half Moon Bay Artichoke Association hatte bis 1935 den Widerstand gegen die Mafia aufgegeben und verkaufte 100 Prozent der Ware an Terranova.

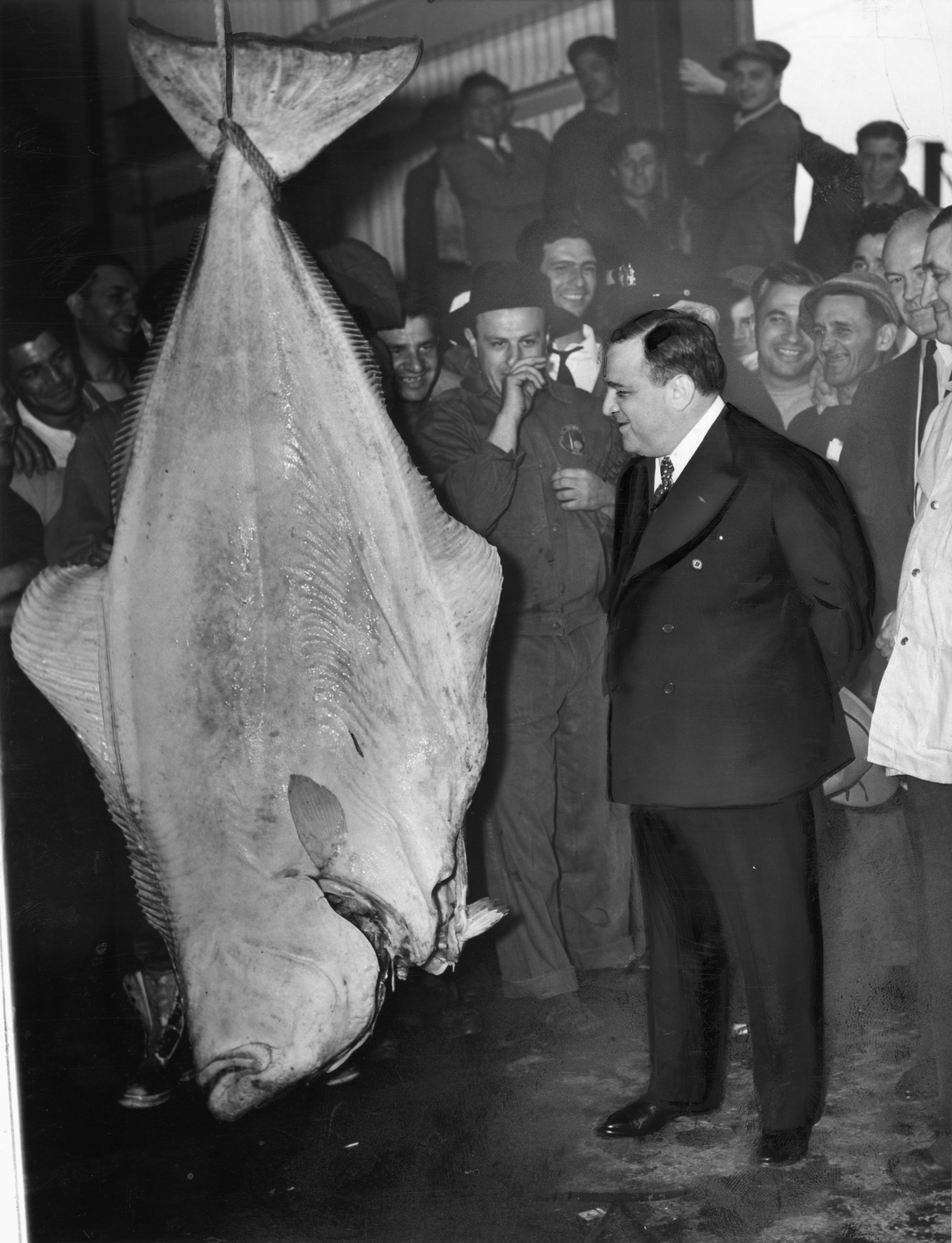
Bürgermeister La Guardia auf dem Fischmarkt (1939)

Anfang 1934 wurde in New York City Fiorello La Guardia zum Bürgermeister gewählt. Einer der fünf zentralen Punkte seines Wahlprogramms war die Bekämpfung von Korruption und Bandentum. Am 21. Dezember 1935 verkündete er auf dem Bronx Terminal Market in Begleitung von 25 Polizisten, dass der Verkauf von Artischocken verboten sei. La Guardia stand dabei auf einem Lkw, vor seiner Ansprache gab es ein Signal von zwei Trompetern der Polizei. Schon nach wenigen Tagen hob er das Verbot wieder auf. Nach Aufhebung des Verbots erwies sich dieser Publicity Stunt als eine verkaufsfördernde Maßnahme für Artischocken. Dieses Gemüse war bis dahin außerhalb der italienischen Einwanderergemeinde kaum bekannt und war nun plötzlich gefragt. La Guardia und ihm wohlgesonnene Verleger veröffentlichten Rezepte und Artikel über Artischocken und unterstützten so den mafiafreien Handel.
Der New Yorker Staatsanwalt Thomas E. Dewey klagte fünf von Terranovas Handlangern verschiedener Verbrechen aus den Artischockenkriegen an, darunter Nötigung, Körperverletzung und Sachbeschädigung. Nach zwei erfolglosen Gerichtsverhandlungen kam es zu einer dritten Verhandlung, bei der die Anklage durch vorzeitige Einigung („plea“) auf Delikte geringerer Schwere heruntergehandelt wurde. Jedoch wurden alle fünf Angeklagten zu Haftstrafen verurteilt.

## Rezeption
1941 schrieb Bertolt Brecht das Stück Der aufhaltsame Aufstieg des Arturo Ui im finnischen Exil, während er auf sein Visum zur Emigration in die USA wartete. Er beabsichtigte die Uraufführung in den USA, zu der es aber nicht kam. Im Stück geht es vordergründig um den Aufstieg eines Chicagoer Gangsters der 1930er Jahre. Die Figur Clark steht dem „Karfioltrust“ zur monopolartigen Vermarktung von Blumenkohl vor und wird in der englischsprachigen Fassung als “Cauliflower King” (Blumenkohlkönig) bezeichnet. Auch wenn diese Figuren und Handlungselemente eine Allegorie auf den Monopolkapitalismus und den Aufstieg Hitlers bilden sollten, so sind die Parallelen zum Artischockenkrieg unverkennbar. Brecht war mit dem Wirken La Guardias vertraut und mag diese Elemente daher verwendet haben.
Harald Martenstein griff das Thema im September 2019 in einer ZEIT-Kolumne anlässlich des Erscheinens der deutschen Übersetzung des Langweiligsten Buchs der Welt auf, wobei die Pointe war, dass diese Geschichte eben nicht langweilig sei.